# ISOHDFS 27
ISOHDFS 27是一個位於杜鵑座的螺旋星系，是目前已知質量最高的螺旋星系。
ISOHDFS 27位於哈伯南天深空區域內，距離地球約60億光年。根據它本身的旋轉速度推測其質量高達太陽的1.04×1012倍，是銀河系的四倍以上，而它的旋轉速度是經由紅外線波段觀測而得知。在同一個視野中另外發現了距離地球120億光年，質量是太陽2000億倍的星系。
ISOHDFS 27距離地球60億光年，代表在宇宙形成80億年後即有巨型星系形成，在星系的形成與演化研究上有重要意義。
ISOHDFS 27的直徑與銀河系一樣是10萬光年，因此推測它的58%質量，即6000億倍太陽質量的物質是由重子組成。